# VIII Festival de Antofagasta
La VIII versión del Festival de Antofagasta se realizó los días 12, 13 y 14 de febrero de 2016 en el Estadio Regional Calvo y Bascuñán de la ciudad de Antofagasta en Chile. El evento será desarrollado por la Municipalidad de Antofagasta a través de la Corporación Cultural.

## Presentaciones

### Viernes 12 de febrero
- Punahue
- La Química
- Camila Moreno
- Amaia Montero
- Megapuesta[2]

### Sábado 13 de febrero
- Ankaly
- Los Pepperutis
- Javiera Mena
- Ejército
- Lucybell
- Alkilados[2]

### Domingo 14 de febrero
- Mística Show
- Los Con Dones
- Myriam Hernández
- Luis Layseca
- Francisca Valenzuela
- Tomo Como Rey[2]